# Ga Galmae
Ga Galmae là ga đường sắt trên Tuyến Gyeongchun.

## Bố trí ga
| ↑ Sinnae   |
| \| １      |
| Byeollae ↓ |

| １ | ●Tuyến Gyeongchun | → Hướng đi Chuncheon →                                  |
| ２ | ●Tuyến Gyeongchun | ← Hướng đi Sangbong · Cheongnyangni · Đại học Kwangwoon |